# Radioaktivität (album)
 For alternative betydninger, se Radioaktivität. (Se også artikler, som begynder med Radioaktivität)
Radioaktivität (engelsk titel: Radio Activity) er et album af den tyske gruppe Kraftwerk. 
I modsætning til flere af Kraftwerks andre albums, er den engelske og den tyske udgave helt ens, undtagen albummets titel og sangtitlerne skrevet på albumcoveret. Der synges både engelsk og tysk på albummet. Efter Kraftwerks internationale gennembrud med Autobahn, indrettede Ralf Hütter, Florian Schneider og Wolfgang Flür et nyt lydstudie i Düsseldorf, som de gav navnet Kling Klang. Her blev Radioaktivität indspillet og produceret af Kraftwerk, der for første gang havde Karl Bartos som fast medlem. Albummet blev genudgivet i 2009.

## Trackliste
| 1. | "Geiger Counter" ("Geigerzähler")  | 1:07 |
| 2. | "Radioactivity" ("Radioaktivität") | 6:42 |
| 3. | "Radioland"                        | 5:50 |
| 4. | "Airwaves" ("Ätherwellen")         | 4:40 |
| 5. | "Intermission" ("Sendepause")      | 0:39 |
| 6. | "News" ("Nachrichten")             | 1:17 |

| 7.  | "The Voice of Energy" ("Die Stimme der Energie") | 0:55 |
| 8.  | "Antenna" ("Antenne")                            | 3:43 |
| 9.  | "Radio Stars" ("Radio Sterne")                   | 3:35 |
| 10. | "Uranium" ("Uran")                               | 1:26 |
| 11. | "Transistor"                                     | 2:15 |
| 12. | "Ohm Sweet Ohm"                                  | 5:39 |

## Medvirkende
- Ralf Hütter – vokal, synthesizere, Orchestron, electronic piano, trommemaskine, elektronik
- Florian Schneider – vokal, vocoder, votrax, synthesizere, elektronik
- Karl Bartos – elektronisk percussion
- Wolfgang Flür – electronisk percussion

### Øvrige medvirkende
- Peter Bollig – lydingeniør (Kling Klang-studiet, Düsseldorf)
- Walter Quintus – mix- og lydingeniør (Rüssl-studiet, Hamburg)
- Robert Franke – fotografi
- Emil Schult – coverart
- Johann Zambryski – restauration af oprindelig coverart (2009 Remaster)